# Campo Bandiera e Moro
Campo Bandiera e Moro, també conegut com a Campo de la Bragora, és una plaça de Venècia situada al barri del Castello, no gaire lluny del Rio de la Pietà que la connecta amb la Riva degli Schiavoni.
El nom Campo de la Bragora deriva del nom de l'illot homònim on es troba el campo, que més tard va rebre el nom dels germans patriotes Bandiera i Domenico Moro, atès que els dos primers vivien al Palau Soderini que domina aquest campo.